# Diego Yépez
Yépez  Arellano est un nom espagnol. Le premier nom de famille, en général paternel, est Yépez ; le second, en général maternel, souvent omis, est Arellano.
Diego Jonathan Yépez Arellano (né le 13 septembre 1989 à Guadalajara) est un coureur cycliste mexicain. Il participe à des compétitions sur route et sur piste.

## Palmarès sur piste

### Championnats du monde
- Cali 2014
  - 12e de l'américaine

### Championnats panaméricains
- Medellín 2011
  -  Médaillé de bronze de l'américaine
- Mexico 2013
  -  Champion panaméricain de l'américaine (avec José Ramón Aguirre)
  -  Médaillé de bronze de la poursuite par équipes

### Jeux d'Amérique centrale et de la Caraïbe
- Veracruz 2014
  -  Médaillé d'argent de la poursuite par équipes.
  -  Médaillé d'argent du scratch.
  - Cinquième de la course aux points[1].

### Championnats nationaux
- 2012
  -  Champion du Mexique du scratch
  -  Champion du Mexique de la course aux points
  -  Champion du Mexique de poursuite par équipes (avec José Alfredo Aguirre, José Ramón Aguirre et Edibaldo Maldonado)
- 2013
  -  Champion du Mexique de poursuite par équipes (avec José Alfredo Aguirre, José Ramón Aguirre et Edibaldo Maldonado)
  -  Champion du Mexique de l'américaine (avec José Ramón Aguirre)
  -  Champion du Mexique du scratch
- 2014
  -  Champion du Mexique de poursuite par équipes (avec Luis Macías, Ignacio Sarabia et José Ramón Aguirre)
  - 3e du championnat du Mexique du scratch
- 2015
  -  Champion du Mexique de poursuite par équipes (avec Ignacio Sarabia, José Ramón Aguirre et Francisco Gómez)

## Palmarès sur route

### Par année
- 2010
  - 3e du Manhattan Beach Grand Prix
- 2014
  - 3e étape du Tour du Michoacán

### Classements mondiaux
| Année            | 2008 |
| ---------------- | ---- |
| UCI America Tour | 449e |